# Eugenia Apostolopulo-Bogdan
Eugenia Apostolopulo-Bogdan (1 noiembrie 1857, Cuhureștii de Sus, Florești, Gubernia Basarabia, Imperiul Rus – 6 noiembrie 1915, Odesa, Imperiul Rus) a fost o filantroapă din Basarabia, fondatoare a Școlii de Viticultură de la Saharna și a unei școli primare.

## Biografie
Eugenia Bogdan a fost fiica nobilului Ioan C. Bogdan și a Ecaterinei C. Străjescu. Cei doi soți au mai avut doi copii: Vasile (1859-1912) și Alexandra (1861-?), căsătorită cu bancherul Andrei Pommer (1851-1912). La 27 aprilie 1878 Eugenia Bogdan s-a căsătorit cu inginerul Nicolae C. Apostolopulo cu care a avut un băiat. Este înmormântată în cripta bisericii din Cuhureștii de Sus.
Soții Apostolopulo au fondat pe moșia lor de la Saharna o școală de viticultură, acordând copiilor de țărani burse pentru a putea studia aici. Ei au contribuit material la crearea unei școli primare la Saharna, au ctitorit Biserica Sf. Arhanghel Mihail din localitate și au donat importante sume de bani care au permis repararea Mănăstirii Saharna. Eugenia Apostolopulo-Bogdan și sora sa Alexandra Pommer-Bogdan au fost ctitorii Bisericii Sf. Treimi din Cuhureștii de Sus.
Eugenia Apostolopulo-Bogdan a fost interesată de cultura basarabeană, colecționând piese de mobilier, unelte agricole, covoare și podoabe bisericești în scopul de a crea un muzeu etnografic la Chișinău. Proiectarea și executarea edificiului le-a încredințat arhitectului Alexei Șciusev, pentru realizarea lucrărilor lăsând prin testament suma de aproximativ  un milion de ruble. A întreținut legături cu cercurile literare, artistice și filozofice de la Sankt Petersburg și l-a cunoscut pe Vasili Rozanov care, după ce a vizitat-o în 1913, a scris cartea Saharna.
A avut o activitate filantropică toată viața, lăsându-și prin testament întreaga avere zemstvei.

## Caracterizare
Eugenia Apostolopulo-Bogdan a fost caracterizată astfel de Vasili Rozanov, filozof, scriitor și publicist rus:
„...Personalitate sintetică, care adevărat înviorează societatea prin spiritul, talentul, zelul său, agitația și disponibilitatea permanentă întru toate cele bune și nobile... un noian de inteligență sclipitoare și de suflet admirabil și plin de farmec, în care străluceau miriade de gânduri, grații, animații și „revelații” pozitive.”